# Lijst van beschermd erfgoed in Hamois
Onderstaande tabel geeft een overzicht van de beschermde erfgoederen in de gemeente Hamois. Het beschermd erfgoed maakt deel uit van het cultureel erfgoed in België.
| Object | Bouwjaar/architect | Deelgemeente | Adres                | Coördinaten                   | Nummer?                | Afbeelding |
| --- | ------------------ | ------------ | -------------------- | ----------------------------- | ---------------------- | --- |
| Kapel Sint-Agatha (M) |                    | Hamois       | Hubinne              | 50° 20' 29" NB, 5° 9' 35" OL  | 91059-CLT-0001-01 Info | Kapel Sint-Agatha (M) |
| Hoeve en muren van de oude begraafplaats (M) Geheel van de Sint-Agathakapel, hoevegebouwen, begraafplaats en omgeving (S)                         |                    | Hamois       | Rue de Hubinne 10-12 | 50° 20' 29" NB, 5° 9' 35" OL  | 91059-CLT-0002-01 Info | Hoeve en muren van de oude begraafplaats (M)Geheel van de Sint-Agathakapel, hoevegebouwen, begraafplaats en omgeving (S)                          |
| Hoeve "du Bâtiment" (M) |                    | Natoye       | Route de Skeuvre 2   | 50° 20' 18" NB, 5° 4' 13" OL  | 91059-CLT-0004-01 Info | Hoeve "du Bâtiment" (M) |
| Sint-Pieterskerk van Mohiville, met uitzondering van sacristie en orgel (M) Geheel van de kerk, oud kerkhof, eeuwenoude lindeboom en omgeving (S) |                    | Mohiville    |                      | 50° 19' 11" NB, 5° 11' 27" OL | 91059-CLT-0005-01 Info | Sint-Pieterskerk van Mohiville, met uitzondering van sacristie en orgel (M) Geheel van de kerk, oud kerkhof, eeuwenoude lindeboom en omgeving (S) |